# Perth Stadium
Perth Stadium (também conhecido pelo seu atual nome patrocinado Optus Stadium) é um estádio multi-uso situado em Perth, Austrália. Inaugurado em 13 de dezembro de 2017, será usado principalmente para futebol australiano e críquete, recebendo também concertos, com uma capacidade de 60 mil pessoas em sua configuração oval, 65 mil em retangular e 55 mil para críquete, sendo o terceiro maior estádio da Austrália, atrás do Melbourne Cricket Ground em Melbourne e ANZ Stadium em Sydney.